# 地坪镇
地坪镇，是中华人民共和国贵州省黔东南苗族侗族自治州黎平县下辖的一个乡镇级行政单位。
2015年12月8日，贵州省人民政府批复同意撤销地坪乡建制，设置地坪镇，撤乡设镇后行政区域和政府驻地不变。

## 行政区划
地坪镇下辖以下地区：
地坪上寨村、地坪下寨村、井郎村、岑扣村、岑董村、半江村、新丰村、中平村、新岩村、高青村、归白村、归公村、归教村、岑归村、依九村、滚大村、滚小村、岑申村、平茶村和岑卜村。

## 中国传统村落
- 2012年12月，岑扣村、高青村、滚大村被评为首批“中国传统村落”。
- 2013年8月，新丰村、下寨村被评为第二批中国传统村落。